# Marina Mohnen
Marina Mohnen (nacida el 31 de octubre de 1978) es una jugadora de baloncesto en silla de ruedas de 4,5 puntos, que juega para Rhine River Rhinos Wiesbaden en Alemania, y anteriormente jugó para los Mainhatten Skywheelers, RBC Köln 99ers, BAD.S. Quartu Sant' Elena y S. Stefano Sport. También jugó con la selección alemana que ganó el título europeo en 2005, 2007, 2009, 2011 y 2015 y fue subcampeona en 2013. Fue subcampeona en el Campeonato Mundial de la IWBF en Birmingham en 2010 y en Toronto en 2014. Ganó una medalla de plata en los Juegos Paralímpicos de Pekín 2008 y en los Juegos Paralímpicos de Río de Janeiro 2016, y una medalla de oro en los Juegos Paralímpicos de Londres 2012. El equipo fue elegido Equipo del Año 2008 en deportes para discapacitados, y el presidente Horst Köhler le otorgó el más alto premio deportivo de Alemania, el Silbernes Lorbeerblatt (Hoja de Laurel de Plata). El Presidente Joachim Gauck otorgó al equipo una segunda Hoja de Laurel de Plata después de que ganara la medalla de oro en los Juegos Paralímpicos de verano de 2012 y en los Juegos Paralímpicos de verano de 2016.

## Biografía

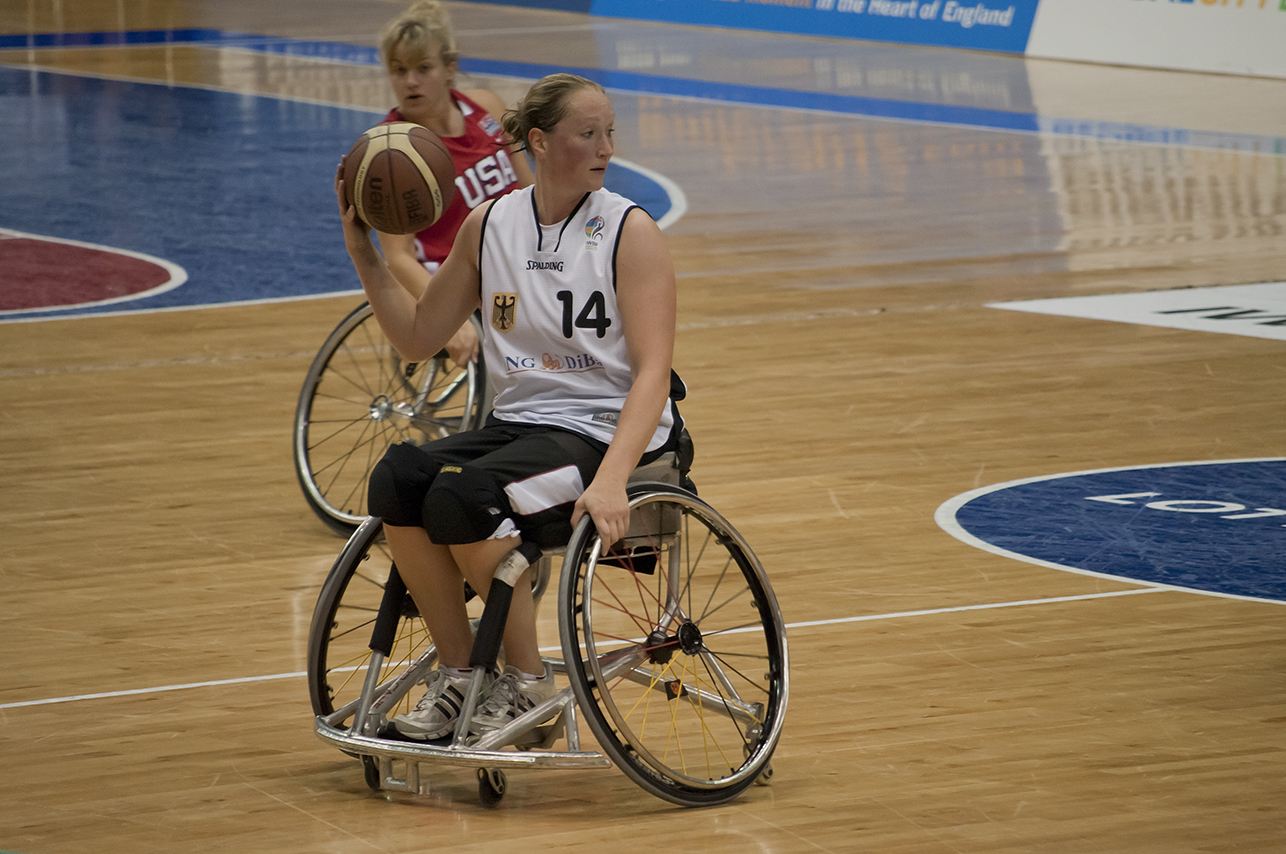
Marina Mohnen en Birmingham, julio de 2010.

Marina Mohnen nació en Bitburg el 31 de octubre de 1978.  Mohnen se especializó en economía (educación empresarial).
Mohnen empezó a jugar al baloncesto cuando tenía once años, pero en 1999 sufrió una grave lesión del ligamento cruzado anterior. Empezó a jugar al baloncesto en silla de ruedas como jugadora de 4,5 puntos, inicialmente jugando para el equipo de su ciudad natal en Bitburg, pero posteriormente se trasladó a Coblenza, luego a Bonn y después a Colonia, donde vive de nuevo después de un periodo en Italia. Como parte del RSC Köln de 2004 a 2009, desempeñó un papel importante en el ascenso del equipo. Luego se mudó al club italiano S. Stefano Sport en Santo Stefano, jugando en Italia de 2009 a 2011, después de lo cual regresó al RBC Köln.
Mohnen se unió al equipo nacional alemán en 2005. Ganaron los Campeonatos Europeos en 2005, 2007, 2009 y 2011. Fueron medallistas de bronce en los Campeonatos Mundiales de Ámsterdam en 2006, y de plata en los Campeonatos Mundiales de Birmingham en 2010.
En septiembre de 2008, Mohnen participó en los Juegos Paralímpicos de Pekín 2008, pero el equipo alemán fue derrotado en el partido por la medalla de oro por los Estados Unidos, y se llevó a casa las medallas de plata de los Juegos Paralímpicos. Después de los Juegos Paralímpicos, el rendimiento del equipo se consideró lo suficientemente impresionante como para ser nombrado el "Equipo del Año" nacional, y recibió la Hoja de Laurel de Plata, el más alto honor deportivo de Alemania, de manos del presidente alemán Horst Koehler. Mohnen venció a las medallistas de oro olímpicas Britta Heidemann, Marion Rodewald y Oksana Chusovitina, y a la corredora de fondo Sabrina Mockenhaupt, para obtener el título de Deportista del Año de Colonia del año 2008.
Mohnen fue parte del equipo que ganó el Campeonato Europeo por sexta vez consecutiva en Nazaret en 2011, clasificándose así para los Juegos Paralímpicos de Londres 2012. Como parte de la preparación del equipo, recorrieron los Estados Unidos y Australia. Mohnen fue capitán del equipo en Londres. En el partido por la medalla de oro en Londres, el equipo se enfrentó al equipo nacional femenino de baloncesto en silla de ruedas de Australia, que los había derrotado por 48-46 en Sídney unos meses antes, ante una multitud de más de 12.000 personas en el North Greenwich Arena, entre las que se encontraban la madre de Mohnen, Kati, y su hermana Sonja. El equipo alemán había estado invicto hasta ese momento, pero había comenzado lentamente en sus juegos contra los Estados Unidos y China, ganando ambos juegos por un margen de seis puntos, y parecía jugar su mejor baloncesto únicamente en los minutos finales de un juego. Derrotaron a los australianos por 44-58 para ganar la medalla de oro, la primera que Alemania ganó en baloncesto femenino en silla de ruedas desde 1984, un período de 28 años. Mohnen contribuyó con once puntos. Fueron premiados con la Hoja de Laurel de Plata por el presidente Joachim Gauck en noviembre de 2012, y fueron nombrados Equipo del Año para 2012. Bitburg honró a Mohnen introduciendo su nombre en el Libro de Oro de la Ciudad.
En julio de 2013 el equipo perdió el Campeonato Europeo contra los Países Bajos ante un público de 2.300 personas en Frankfurt por un punto, 56-57. El equipo alemán ganó la plata en el Campeonato Mundial de Baloncesto Femenino en Silla de Ruedas de 2014 en Toronto, Ontario, Canadá, y venció a los Países Bajos en el Campeonato Europeo de 2015, para reclamar su décimo título europeo. En los Juegos Paralímpicos de 2016, ganó la plata después de perder la final contra los Estados Unidos.

## Logros
- 2005: Oro en campeonatos europeos ( Villeneuve d'Ascq , Francia).[22]
- 2006: Bronce en el Campeonato Mundial (Ámsterdam, Países Bajos).[8]
- 2007: Oro en campeonatos europeos (Wetzlar, Alemania).[22]
- 2008: Plata en los Juegos Paralímpicos (Beijing, China).[23]
- 2009: Oro en campeonatos europeos (Stoke Mandeville, Inglaterra).[8]
- 2010: Plata en el Campeonato Mundial (Birmingham, Gran Bretaña).[6][7]
- 2011: Oro en campeonatos europeos (Nazaret, Israel).[24]
- 2012: Oro en los Juegos Paralímpicos (Londres, Inglaterra).[13]
- 2013: Plata en el Campeonato de Europa (Frankfurt, Alemania).[18]
- 2014: Plata en el Campeonato Mundial (Toronto, Ontario, Canadá).[25]
- 2015: Oro en el Campeonato de Europa ( Worcester , Inglaterra).[20]
- 2016: Plata en los Juegos Paralímpicos (Río de Janeiro, Brasil).[21][26]

## Premios
- 2008: Equipo del año.[23]
- 2008: Hoja de Laurel de plata.[9]
- 2008: Deportista del año de Colonia.[10]
- 2012: Equipo del año.[16]
- 2012: Hoja de Laurel de Plata.[17]
- 2012: Libro de oro de la ciudad de Bitburg.[2]
- 2015: Oro en el Campeonato de Europa ( Worcester, Inglaterra).[20]